# Santa Coloma d’Andorra

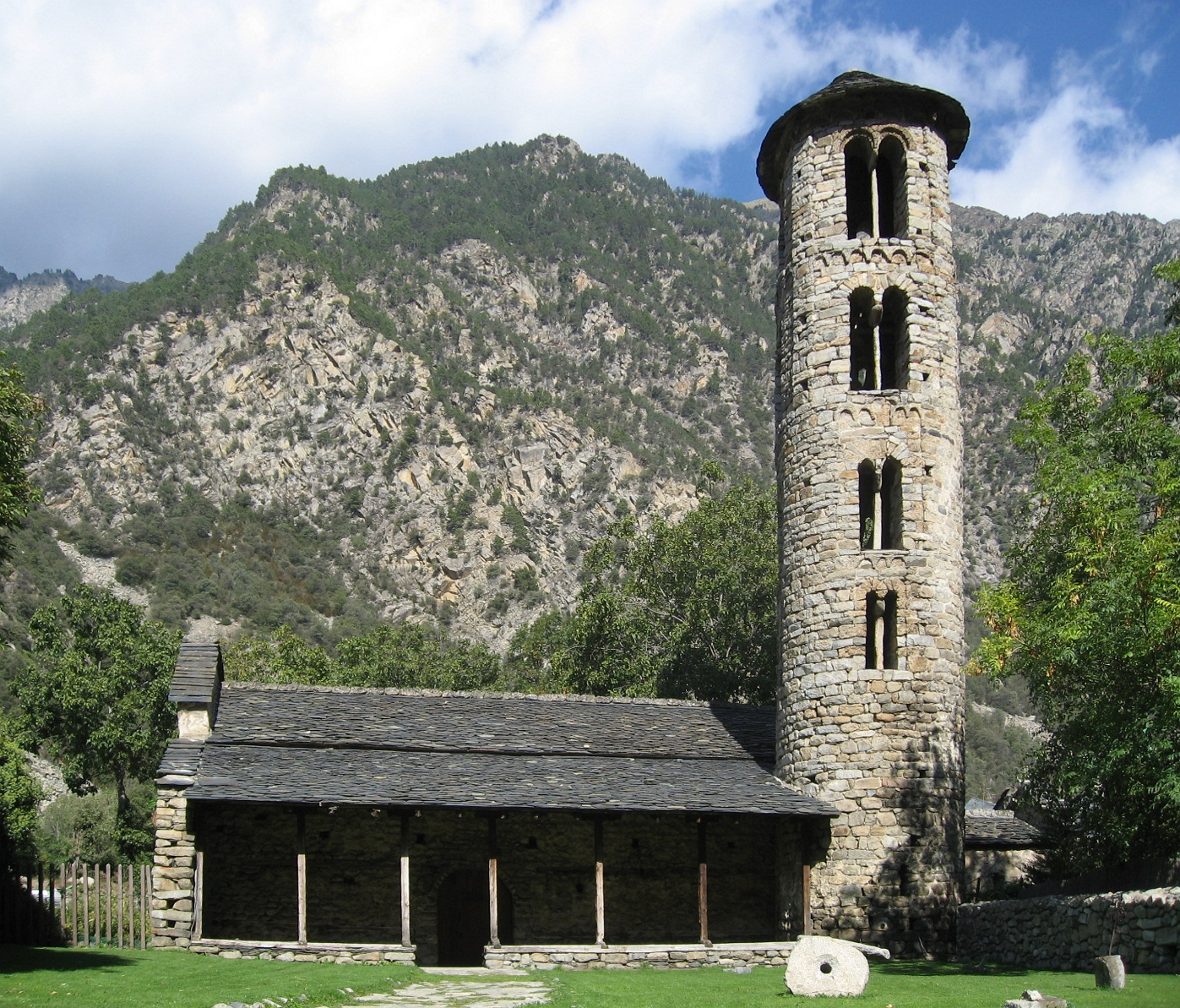
Kirche Santa Coloma

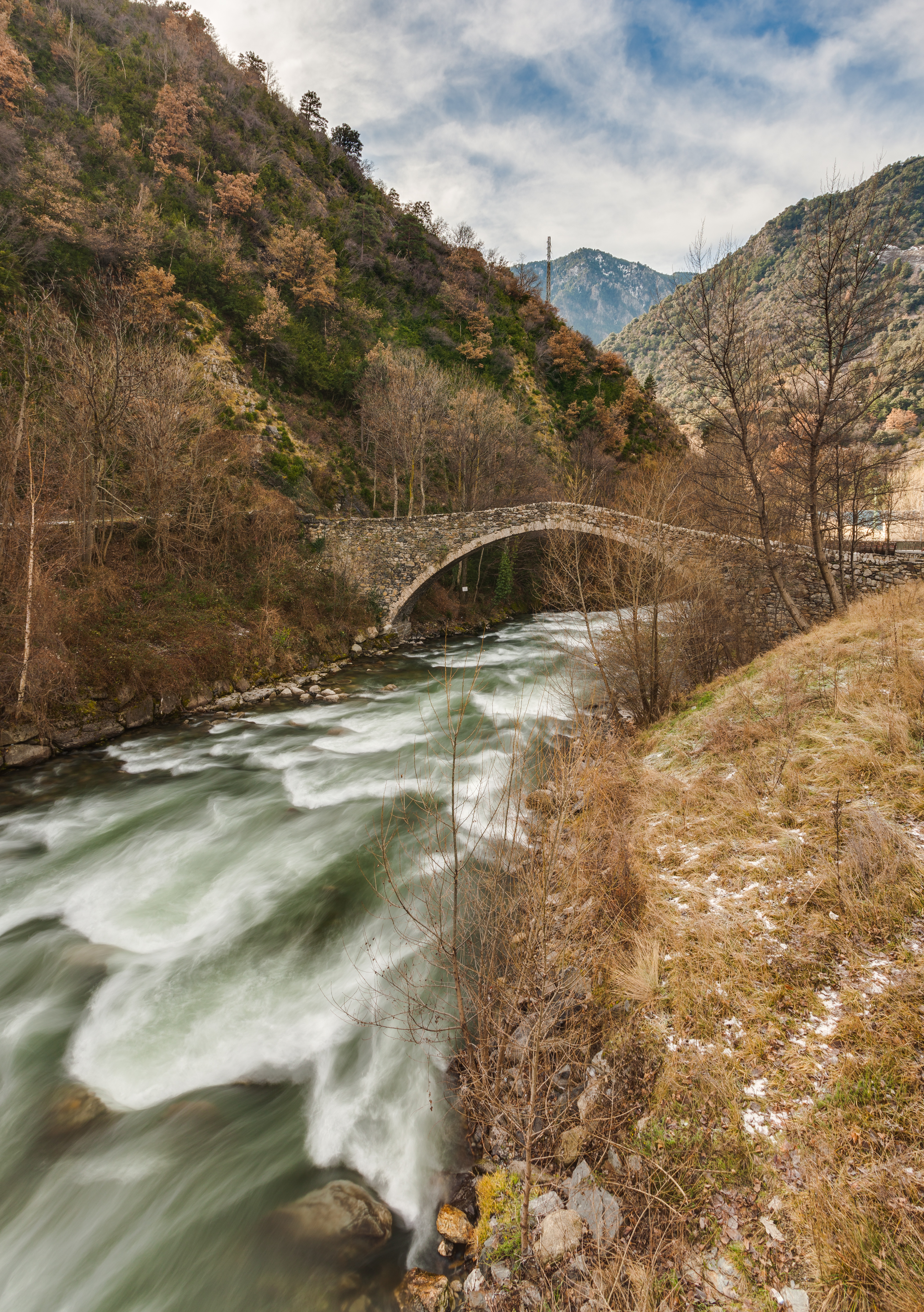
Puente de la Margineda, Steinbrücke aus dem 14.–15. Jahrhundert über den Fluss Gran Valira

Santa Coloma d’Andorra (auch Santa Coloma genannt) ist eine andorranische Stadt in der Pfarrei von Andorra la Vella. Im Jahr 2024 hatte sie 3368 Einwohner.
Santa Coloma liegt in der Nähe des Gran Valira rund zwei Kilometer (Luftlinie) westlich der Hauptstadt Andorra la Vella.

## Sehenswertes

Andorra 10 Cent

Andorra 20 Cent

Andorra 50 Cent

Der Ort beherbergt eine historische Kirche, die seit dem 22. Februar 1999 auf der Vorschlagsliste für das UNESCO-Welterbe eingetragen ist. Die Kirche ist auf drei andorranischen Münzen abgebildet.
Diese präromanische Kirche entstand nach Angaben der UNESCO im 6. bis 8. Jahrhundert. Im 12. Jahrhundert wurde ein Glockenturm in lombardischem Stil angebaut. In der Kirche gibt es romanische Wandmalereien aus dem 12. Jahrhundert vom Meister von Santa Coloma. Das um 1200 entstandene Bild der Jungfrau del Remei und das barocke Retabel aus dem 18. Jahrhundert in vielfarbigem Holz sind denkmalgeschützte Werke.